# Raimondo Palermo
Raimondo Palermo, quinto marchese di Calorendi dei principi di Santa Margherita (XVIII secolo – XIX secolo), è stato un politico italiano.
Fu rettore dell'Università degli Studi di Palermo dal 1806 al 1840 e senatore di Messina negli anni 1838, 1839 e 1840.